# ماريا كارلا ألفاريز
ماريا كارلا ألفاريز (بالإسبانية: Maria Carla Alvarez)‏ هي دراجة أرجنتينية، ولدت في 17 سبتمبر 1984 في بوينس آيرس في الأرجنتين.

## وصلات خارجية
- ماريا كارلا ألفاريز على موقع الاتحاد الدولي للدراجات (الإنجليزية)
- ماريا كارلا ألفاريز على موقع أرشيف الدراجات (الإنجليزية)
- ماريا كارلا ألفاريز على موقع إحصائيات الدراجات الإحترافية (الإنجليزية)
- ماريا كارلا ألفاريز على موقع نسبة الدراجات (الإنجليزية)